# 普兰 (约讷省)
普兰（法語：Pourrain，法語發音：[puʁɛ̃]）是法国勃艮第-弗朗什-孔泰大区约讷省的一个市镇，位于该省中西部，属于欧塞尔区。

## 地理
普兰（47°45'18"N, 3°24'44"E）面积23.84 平方千米，位于法国勃艮第-弗朗什-孔泰大區约讷省，该省份为法国中北部内陆省份，西接卢瓦雷省，西北接塞纳-马恩省，南至涅夫勒省，东临科多尔省，东北与奥布省接壤。
与普兰接壤的市镇（或旧市镇、城区）包括：兰德里、迪日、埃康、博瓦尔、舍瓦讷、帕尔利。

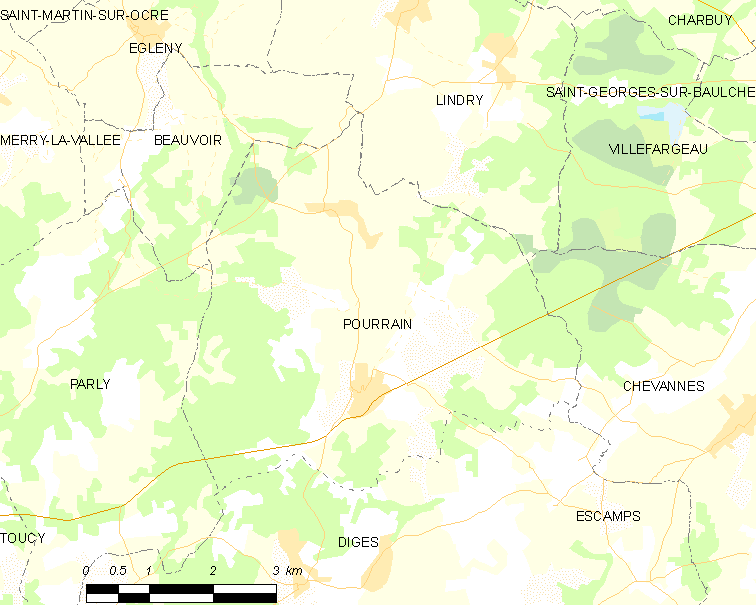
的OSM定位图

普兰的时区为UTC+01:00、UTC+02:00（夏令时）。

## 行政
普兰的邮政编码为89240，INSEE市镇编码为89311。

## 政治
普兰所属的省级选区为皮赛中心县。

## 人口

1962-2008年间人口变化图示

普兰于2022年1月1日时的人口数量为1284人。